# Números 1
#1's es el primer álbum recopilatorio del cantante estadounidense Prince Royce. Se lanzó el 19 de noviembre de 2012 por Top Stop Music. El álbum, en su mayoría una colección de éxitos de Royce hasta el momento, contiene pistas de sus dos primeros álbumes de estudio, Prince Royce (2010) y Phase II (2012).
Alcanzó el número tres en la lista Billboard Top Latin Albums en los Estados Unidos. Entre las pistas incluidas en el álbum se encuentran las canciones tropicales «Stand By Me», «Corazón sin cara», «Las cosas pequeñas», «Incondicional» y «Te me vas». #1's fue finalmente certificado Platino por la Recording Industry Association of America (RIAA) en los Estados Unidos. Posteriormente, el álbum fue nominado para el álbum tropical del año en los Latin Billboard Music Awards 2014.

## Recepción crítica
David Jeffries de AllMusic le dio al álbum 4 de 5 estrellas diciendo: "Con solo dos álbumes en su haber a partir de 2012, una compilación de Prince Royce de fin de año puede parecer un poco prematura, pero la mezcla del cantante de sabores urbanos, bachata y pop latino lo tenía encabezando las listas latinas de la edición de fin de año de la revista Billboard por segundo año consecutivo, así que considere esto como una celebración».

## Listado de canciones
1. «Corazón sin cara» - 3:32
2. «Stand By Me» - 3:25
3. «Te me vas» - 3:19
4. «Las cosas pequeñas» - 3:35
5. «Rechazame» - 3:42
6. «El verdadero amor perdona»  (Maná feat. Prince Royce) - 3:56
7. «Incondicional» - 3:28
8. «Addicted» - 3:56
9. «Mi última carta» - 4:04
10. «Tú y yo» - 4:06
11. «El amor que perdimos» - 4:05
12. «Sabes»  (Luis Enrique feat. Prince Royce) - 4:09
13. «Corazón sin cara» (TV Track Version) - 3:32
14. «Stand by me» (TV Track Version) - 3:25
15. «Las cosas pequeñas» (TV Track Version) - 3:31
16. «Incondiciona»l (TV Track Version) - 3:27

## Posicionamiento en listas
| Listas (2012)                     | Mejor posición |
| --------------------------------- | -------------- |
| Estados Unidos (Top Latin Albums) | 3              |

## Certificaciones
| País (organismo certificador) | Certificación | Unidades certificadas |
| ----------------------------- | ------------- | --------------------- |
| Estados Unidos (RIAA)         | Platino       | 60 000                |